# Cratidentium
Cratidentium is een geslacht van weekdieren uit de klasse van de Gastropoda (slakken).

## Soorten
- Cratidentium balteatum (Philippi, 1849)
- Cratidentium beachportense (Cotton & Godfrey, 1934)
- Cratidentium ocellinum (Hedley, 1911)
- Cratidentium rottnestense (Verco, 1911)
- Cratidentium tiberianum (Crosse, 1863)